# René Zeller
René Zeller (* 26. Juli 1962 in Brüssel; † 17. Mai 2018) war ein Schweizer Journalist und Historiker.

## Leben und Karriere
Zeller studierte Geschichte, Staatsrecht und Publizistikwissenschaft an der Universität Zürich, an der er 1989 bei Walter Schaufelberger mit der Dissertation Ruhe und Ordnung in der Schweiz. Die Organisation des militärischen Ordnungsdienstes von 1848 bis 1939 zum Dr. phil. promoviert wurde.
1988 trat er in die Redaktion der Neuen Zürcher Zeitung (NZZ) ein. Er arbeitete für das Ressort Zürich, ab 1994 für das Ressort Inland und wurde 1999 Leiter der Bundeshausredaktion. Nach der Lancierung der NZZ am Sonntag wechselte Zeller als Inlandchef zur neuen Redaktion. Danach arbeitete er als Leiter der Bundeshausredaktion für das Schweizer Fernsehen, und nach einer Zwischenetappe in Public Relations bei der Farner Consulting AG wandte er sich wieder dem Journalismus zu. 2008 wurde er Nachrichtenchef, 2009 Leiter des Inlandressorts und Anfang 2010 zudem stellvertretender Chefredaktor der NZZ. Von Januar bis zum Antritt von Eric Gujer als Chefredaktor im März 2015 leitete er nach dem Rücktritt von Chefredaktor Markus Spillmann interimistisch mit Luzi Bernet und Colette Gradwohl die Chefredaktion der NZZ. Ab Oktober 2016 war er Leiter Bundespolitik und Mitglied der Chefredaktion beim Wochenmagazin Weltwoche.
Zeller war Autor der ersten Biografie über den Schweizer Militär, Oberst und Frontisten Emil Sonderegger.
Er verstarb im Mai 2018 im Alter von 55 Jahren an den Folgen einer Krebserkrankung. Er war verheiratet, hatte drei Kinder, darunter den Weltwoche-Journalisten Roman Zeller, und lebte in Hedingen. Sein Vater Willy Zeller (1929–2018) war Korrespondent der NZZ in Brüssel und Leiter der Wirtschaftsredaktion.